# 嬰兒型全身性玻璃樣變性
嬰兒型全身性玻璃樣變性是一種遺傳病，其會導致出生時或後有關節攣縮，紅色素於骨頭突出處大量形成，在真皮層內有玻璃樣透明物質聚集，並帶有全身性玻璃樣纖維瘤。皮膚有珍珠樣丘疹及小肉瘤，牙床過度生長與皮膚粗燥；骨質亦會減少。
此遺傳病的發生率未知。
遺傳方面，其遺傳方式為體染色體隱性遺傳，致病基因位於第4號染色體q21位置上。